# Tešedíkovo
Tešedíkovo este o comună slovacă, aflată în districtul Šaľa din regiunea Nitra. Localitatea se află la altitudinea de 112 m deasupra n.m., se întinde pe o suprafață de 22,78 km2 și în 2017 număra 3.699 de locuitori.
Localitatea este înfrățită cu Tab.

## Istoric
Localitatea Tešedíkovo este atestată documentar din 1237.

## Demografie
| An:                | 1994 | 2004   | 2014   | 2024   |
| ------------------ | ---- | ------ | ------ | ------ |
| Număr de persoane: | 3751 | 3688   | 3745   | 3621   |
| Diferență:         |      | −1,67% | +1,54% | −3,31% |

| An:                | 2023 | 2024   |
| ------------------ | ---- | ------ |
| Număr de persoane: | 3656 | 3621   |
| Diferență:         |      | −0,95% |